# Zentralinstitut für Mikrobiologie und experimentelle Therapie

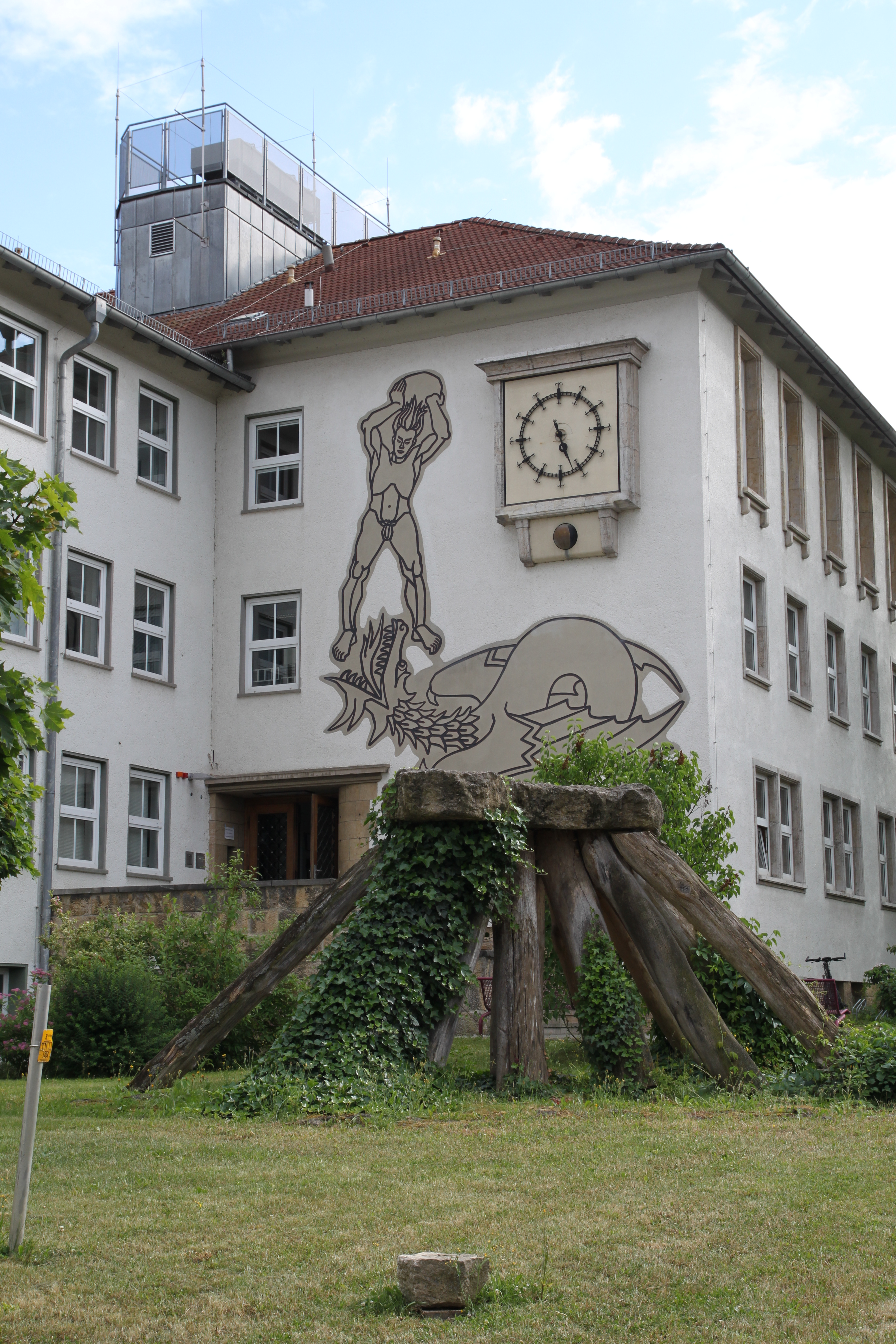
Ehemaliges Hauptgebäude des ZIMET an der Beutenbergstraße

Das Zentralinstitut für Mikrobiologie und experimentelle Therapie (ZIMET) war ein außeruniversitäres Forschungsinstitut der Akademie der Wissenschaften der DDR (AdW). Es hatte seinen Sitz in Jena und ging 1970 aus dem vom Mediziner und Mikrobiologen Hans Knöll im Jenaer Stadtteil Beutenberg gegründeten Institut für Mikrobiologie und experimentelle Therapie hervor, das ab 1956 zur Forschungsgemeinschaft der AdW gehörte. Als Nachfolgeeinrichtungen entstanden 1992 mehrere Institute der Leibniz-Gemeinschaft. Das ZIMET war beteiligt am staatlichen Dopingsystem im DDR-Leistungssport.

## Geschichte
Das Institut für Mikrobiologie und experimentelle Therapie (IMET) als Vorläufereinrichtung des späteren Zentralinstituts war aus dem ab 1944 bestehenden Schott-Zeiss-Institut für Mikrobiologie hervorgegangen. Dessen Leiter, Hans Knöll, gelang nach dem Ende des Zweiten Weltkriegs die Herstellung des Antibiotikum Penicillin im großtechnischen Maßstab, beauftragt von der SMAD. Zwar mit wenig Ressourcen, aber mit Erfindergeist und Unterstützung insbes. des Jenaer Glaswerkes Schott&Gen. (Glas-Kulturgefäße, Bakterien-Sterilfilter). Aus dem Institut ging einerseits 1950 die Firma Jenapharm beziehungsweise VEB Jenapharm hervor als Produktionsstätte für Penicillin und weitere Arzneimittel in der Deutschen Demokratischen Republik (DDR). Als Forschungsinstitut durfte Knöll dann das IMET konzipieren und bauen. Es unterstand zu Beginn (1953) zunächst dem Ministerium für Gesundheitswesen der DDR und wurde im März 1956 von der AdW übernommen. 1970 erhielt das Institut den Namen „Zentralinstitut für Mikrobiologie und experimentelle Therapie“.
Als Direktoren des Instituts wirkten von der Gründung bis 1976 Hans Knöll, von 1976 bis 1984 Udo Taubeneck, von 1984 bis 1989 Friedrich Bergter und von 1989 bis 1991 Michael Oettel. Ab 1971 gehörte das Institut zum Forschungszentrum für Molekularbiologie und Medizin, dem Verbund der biowissenschaftlich und medizinisch orientierten Institute der Akademie. Das ZIMET, an dem auch eine Kunstsammlung bestand, war mit rund 1000 Mitarbeitern (1985) eine der größten biomedizinischen Forschungseinrichtungen in der DDR.
Das Institut erhielt in den 1950er Jahren ein damals repräsentatives Gebäude in der Beutenbergstraße 11 mit künstlerisch gestaltetem Eingangsbereich, dessen Erscheinungsbild in wesentlichen Teilen bis heute an den Originalzustand angelehnt ist. Es wird vom Leibniz-Institut für Alternsforschung nachgenutzt und bildet die Keimzelle des heutigen Beutenberg Campus.
Das Institut besaß eine umfangreiche Sammlung von Werken der bildenden Kunst der DDR, die nach der deutschen Wiedervereinigung an die Städtischen Museen Jena ging.

## Struktur und Aufgaben
Schwerpunkte der Aktivitäten des Institutes waren nach Intention von Hans Knöll die Erforschung antitumoraler und antibakterieller Wirkstoffe in breiter Ausrichtung, von der Wirkstoffsuche (Antibiotika, Synthetika, Steroide u. a.) über biologische Testungen bis zu Untersuchungen des Wirkmechanismus.
Dieser Zielstellung entsprechend begann 1953 die Forschung im neu errichteten Institutsgebäude am Beutenberg. Von Beginn an standen zusätzlich zu den Forschungslabors ein chemisches und biologisches Technikum zur Verfügung, außerdem Instituts-Werkstätten für Konstruktion und Eigenbau spezieller Geräte sowie Tierhäuser für notwendige In-vivo-Tests und die eigene Aufzucht von Labortieren.
Bereits im ersten Jahrzehnt als Akademie-Institut unter Hans Knöll leistete das IMET anerkannte Beiträge zur Grundlagenforschung in Mikrobiologie, auf speziellen Gebieten von Biophysik und Biochemie, in der Antibiotikaforschung und bei der Analytik von Steroidhormonen. Die chemisch-synthetische Herstellung potentieller Zytostatika brachte erste Erfolge. Außerdem wurden etablierte Produktionsverfahren für Antibiotika verbessert (Penicillin, Streptomycin, Oxytetracyclin) (Gumpert, 2012, S. 283).
Seit 1967 war staatlicherseits eine stärkere Bindung der Forschung an die Industrie gefordert. Dem wurde Rechnung getragen durch den Abschluss von Wirtschaftsverträgen (u. a. mit dem VEB Jenapharm) sowie durch Kooperationsprojekte, auch durch Zusammenarbeit mit Akademie-Instituten anderer Länder des damaligen „Ostblocks“. Es erfolgte eine Gliederung des IMET in vier Bereiche:
Antibiotika – Medizinische Mikrobiologie – Molekularbiologie – Experimentelle Therapie (Gumpert, 2012, S. 284).
Später gab es wiederum Veränderungen durch Umgruppierung oder neu hinzu kommende Arbeitsrichtungen. Die im Folgenden gegebene Übersicht mit acht wissenschaftlichen Bereichen entspricht dem Stand um 1986 (Schicht und Germann, 1987). Die auszugsweise genannten Arbeitsgebiete sind zumeist derselben ZIMET-Veröffentlichung entnommen; sie umfassen längere Zeiträume.
Bereich Antibiotikaforschung:
- Bearbeitung von Produktionsverfahren für bekannte Antibiotika (Oxytetracyclin, Erythromycin, Paromomycin, Turimycin und weitere)
- Isolierung und Charakterisierung neuer Antibiotikabildner und ihrer Wirkstoffe
- Aufklärung von Struktur und Biosyntheseweg ausgewählter Antibiotika
- Screeningmodelle für Wirkung auf die DNA-Synthese (potentielle Zytostatika)
- Halb- und biosynthetische Abwandlung von Wirkstoffen
- Kontinuierlicher Ausbau der bereits 1943 von Hans Knöll begründeten IMET-Kulturensammlung in der Abteilung Mikroben-Taxonomie (Genbank für Bakterien, Hinterlegungsstelle für Patent-Stämme).

Bereich Biotechnologie (Bereich seit 1980):
- Untersuchung und mathematische Beschreibung von Wachstum, Stoffwechsel und Produktbildung von Mikroorganismen
- Optimierung von mikrobiellen Produktbildnern
- Maßstabsvergrößerung der Fermentation für Antibiotika
- Bearbeitung des Primärstoffwechsels (Lysin), von biologisch aktiven Proteinen und Enzymen.

Bereich Experimentelle Therapie:
- Neue antineoplastische und antivirale Wirkstoffe
- Weiterentwicklung von Cytostasan/Bendamustin[6]
- Bearbeitung bekannter Zytostatika (Mitoguazon, Cisplatin)
- Tiermodelle für die notwendigen Untersuchungen zu Pharmakologie, Endokrinologie, Toxikologie und Pathologie
- Versuchstierkunde
- Virologie: Aufklärung der Pathogenese von Modellinfektionen.

Bereich Medizinische Mikrobiologie:
- Forschung über Streptokokken: morphologische, genetische, immunbiologische und immunchemische Bearbeitung
- Untersuchung des Infektionsgeschehens: Virulenzfaktoren
- Referenzlabor für Streptokokken
- Überwachung der Typenverbreitung von A- und B-Streptokokken, auch international
- Isolierung von Streptokinase und Entwicklung zum Thrombolyse-Präparat Awelysin

Zum Bereich gehörte das BCG-Institut, das als erste Institutseinheit am Beutenberg bereits 1952 seine Arbeit aufgenommen hatte. Hier wurde bis Ende 1990 der Impfstoff gegen Tuberkulose für die gesamte DDR hergestellt.
Bereich Methodik und Theorie (später: Biophysik und Analytik):
- Physikalische und physikochemische Eigenschaften der DNA bei der Wechselwirkung mit biologisch aktiven Verbindungen: Struktur, Bindungskinetik, Thermodynamik
- Wechselwirkungen von biologisch aktiven Substanzen mit weiteren Biopolymeren und Membranen
- Anwendung spektrophotometrischer, polarographischer und hydrodynamischer Methoden sowie der automatischen Bildanalyse
- Nutzung der abteilungseigenen Großgeräte zur Strukturaufklärung von Wirkstoffen (Massenspektrometrie, NMR-Spektrometrie).

Bereich Molekularbiologie und Mikrobengenetik:
- Darstellung des Zellkerns in lebenden Pilz- und Hefezellen bei Zellteilung und Sporulation
- Nutzung der Phasenkontrastmikroskopie; Mikrokinematographie, Forschungsfilme
- Arbeiten zu Zytoskelett und Mikrotubuli der Pilzzelle
- Untersuchung bakterieller L-Formen für Aussagen zur Bedeutung der Zellwand
- Untersuchungen zu Genstruktur und Genexpression bei Mikroorganismen:
- Sequenzspezifische Bindung biologisch aktiver Liganden an DNA
- Entwicklung mikrobieller Expressionssysteme für Proteine
- Herstellung von Restriktionsendonukleasen und Desoxyoligonukleotiden

Bereich Umweltmikrobiologie (später: Ökologie):
Zum ZIMET 1972 hinzugekommen durch Aufnahme der zuvor selbstständigen Forschungsstelle für Limnologie der AdW.
- Untersuchung der Ökosysteme fließender und stehender Gewässer
- Mikrobielle Zersetzung von Schadstoffen durch Cometabolismus
- Isolierung methanotropher und methanolassimilierender Bakterien und Hefen
- Untersuchung des Methan-Kreislaufes.

Bereich Steroidforschung (bis 1973 Teil des Bereiches Exper. Therapie):
- Steroidhormon-Stoffwechsel bei Krebs; Aufbau mikroanalytischer Methoden
- Mikrobielle Steroidtransformation zum Vergleich mit der Metabolisierung beim Säuger, darunter Pharmaka: Oral-Turinabol (publiziert ab 1970, z. B.[7]), sowie Dienogest
- Arbeiten zur mikrobiellen Gewinnung von Steroiden aus dem Rohstoff β-Sitosterol
- Synthese und Testung neuer Steroide für hormonell wirksame Pharmaka. Wirkstoffklassen: Weiche Estrogene, Gestagene, Antigestagene, herzwirksame Substanzen, Androgene/Anabolika
- Wirkstoffklasse Gestagene: Auswahl und Weiterbearbeitung von Dienogest[8] für die Gynäkologie
- Wirkstoffklasse Androgene/Anabolika: Suche nach Wirkungsdissoziation; Pharmakokinetik. Dieser Teil der Arbeiten, genutzt vom FKS Leipzig, begründet den Vorwurf der Doping-Forschung (s. unten).

## Doping
Wissenschaftler des ZIMET waren nach den Recherchen des Dopingexperten Werner Franke an der Forschung im Rahmen des als Staatsplanthema 14.25 bezeichneten staatlich organisierten Dopingprogramms im DDR-Leistungssport beteiligt. Geleitet wurde die Entwicklung neuer Dopingpräparate vom Forschungsinstitut für Körperkultur und Sport (FKS) in Leipzig, das dabei mit der Forschungsabteilung von Jenapharm und dem ZIMET zusammenarbeitete. Die Forscher waren jedoch nur bedingt über die Anwendung der Präparate bei Sportlern informiert. Nachdem die Idee zum Einsatz von Androstendion im DDR-Leistungssport am FKS entstanden war, nahmen dort im Juni 1981 unter anderem Kurt Schubert vom ZIMET, Michael Oettel (Jenapharm) und Jürgen Hendel (GERMED) an einem Kolloquium teil. Eine sorgfältig recherchierte Beschreibung der Doping-bezogenen Arbeiten mit anabolen Steroiden von Jenapharm und aus dem ZIMET findet sich in der Dissertation von O. Haupt (2017).

## Ergebnisse aus dem ZIMET
Neben aller Forschung, die publiziert oder in den Nachfolgeeinrichtungen weitergeführt wurde, sind zumindest zwei Wirkstoffe aus dem ZIMET zu nennen, deren Erfolge das Institut um Jahrzehnte überdauert haben:
- Das Krebsmedikament Bendamustin, welches heute unter den Markennamen Treanda, Levact, Ribamustin u. a. weltweit zu den umsatzstärksten Cancerostatica zählt. Es wird zur Chemotherapie insbes. von hämatologischen Tumoren eingesetzt, zumeist in Kombination mit weiteren Substanzen.[13] Die Verbindung wurde erstmals von Werner Ozegowski und Dietrich Krebs synthetisiert mit der Institutsbezeichnung IMET 3393, ausgewählt von Hans Knöll[14] und dann mit Zusatz von Mannose (Werner et al.[15]) als Cytostasan bereits in der DDR zur Krebstherapie angewandt.
- Das synthetische Steroidhormon Dienogest, ein Gestagen mit antiandrogener Wirkkomponente.[16] Erstmals als STS 557 synthetisiert von Michael Hübner und Kurt Ponsold und ausgewählt von Michael Oettel wurde Dienogest bereits in der DDR genutzt und später von Jenapharm weiter entwickelt. Es ist Bestandteil erfolgreicher Kontrazeptiva, jeweils in Kombination mit einem Estrogen, etwa in den Präparaten Valette und Lafamme, außerdem als Monopräparat gegen Endometriose (Visanne).

## Nachfolgeeinrichtungen
Nach der deutschen Wiedervereinigung bestand das Institut entsprechend Artikel 38 des Einigungsvertrages nur noch bis Ende 1991. Als eine der Nachfolgeeinrichtungen ging aus dem ZIMET mit Beginn des Jahres 1992 das Hans-Knöll-Institut für Naturstoff-Forschung (HKI) hervor, das im Jahr 2000 in die Förderung der sogenannten Blauen Liste aufgenommen wurde und seit 2003 Mitglied der Leibniz-Gemeinschaft ist. Seit 2005 heißt es Leibniz-Institut für Naturstoff-Forschung und Infektionsbiologie. Als weitere Nachfolgeeinrichtung entstand 1992 das Institut für Molekulare Biotechnologie (IMB), das seit seiner Gründung zur Blauen Liste gehörte. Aus dem IMB entstand 2005 das Leibniz-Institut für Alternsforschung. Der in der Gemeinde Neuglobsow ansässige Bereich Limnologie des ZIMET wurde Teil des 1992 gegründeten Leibniz-Instituts für Gewässerökologie und Binnenfischerei mit Sitz in Berlin.